# سورلا
سورلا (به لاتین: Sula, Møre og Romsdal) یک شهرستان نروژ در نروژ است که در مور او رومسدال واقع شده‌است.

## خصوصیات
سورلا ۵۸٫۷۲ کیلومترمربع مساحت و ۸٬۳۹۷ نفر جمعیت دارد.